# Cadix
Cadix (okzitanisch Cadiç) ist eine französische Gemeinde mit 218 Einwohnern (Stand 1. Januar 2022) im Département Tarn in der Region Okzitanien (vor 2016 Midi-Pyrénées). Sie gehört zum Arrondissement Albi und zum Kanton Carmaux-1 Le Ségala. Die Einwohner werden Cadixois genannt.

## Geografie
Cadix liegt etwa 28 Kilometer ostnordöstlich von Albi. Der Tarn bildet die südliche Gemeindegrenze, an der westlichen Gemeindegrenze verläuft sein Zufluss Gaycre. Umgeben wird Cadix von den Nachbargemeinden Le Dourn im Norden, Réquista im Nordosten, Fraissines im Osten, Trébas im Osten und Südosten, Curvalle im Süden und Südosten, Saint-André im Süden sowie Assac im Westen und Nordwesten.

## Bevölkerungsentwicklung
| 1962                       | 1968 | 1975 | 1982 | 1990 | 1999 | 2006 | 2018 |
| -------------------------- | ---- | ---- | ---- | ---- | ---- | ---- | ---- |
| 334                        | 303  | 259  | 247  | 234  | 227  | 232  | 226  |
| Quellen: Cassini und INSEE |      |      |      |      |      |      |      |

## Sehenswürdigkeiten
- Kirche Sainte-Cécile
- Kirche Saint-Martial im Ortsteil Gaycre
- Kirche Saint-Pierre im Ortsteil La Serre